# TC Rot-Weiß Neu-Isenburg

Vereinslogo

Der Tennisclub Rot-Weiß Neu-Isenburg e. V. ist ein Tennisverein aus der hessischen Stadt Neu-Isenburg.

## Geschichte
Am 2. Juni 1928 gegründet als Erster Neu-Isenburger Tennisclub wurde, nachdem die Tennisabteilung des Turnvereins 1862 dem jungen Verein beigetreten war, der Name des Vereins 1933 auf die heute gültige Bezeichnung geändert. Durch einen Bombenangriff während des Zweiten Weltkriegs wurde im Dezember 1942 die Anlage des Clubs an der Brunnenstraße zerstört und der Spielbetrieb kam zum Erliegen. Nachdem die Anlage 1952 nach zwischenzeitlicher Nutzung durch die amerikanischen Besatzungstruppen wieder freigegeben wurde, errichtete man zwei Jahre später ein neues Clubhaus. In den Folgejahren wurden auf neuem Gelände neun Plätze mit Clubhaus errichtet. Der Bau der ersten vier Plätze wurde im September 1962 abgeschlossen, die alte Anlage 1967 aufgegeben. Als Vorsitzender des Vereins, der mittlerweile über elf Sandplätze und eine clubeigene Tennishalle verfügt, fungiert ab 2011 Harald Keydel.

## Erfolge
Sportliche Erfolge stellten sich im letzten Viertel des vergangenen Jahrhunderts ein. So wurde die 1971 in die Oberliga aufgestiegene Herrenmannschaft 1975 Hessischer Mannschaftsmeister und stieg damit in die Regionalliga Südwest auf. Die Damen wurden 1993 Sieger der Endrunde der Regionalliga Südwest und durch den Sieg in den Aufstiegsspielen gegen den LTTC Berlin, den RC Hamm und den TC Riemerling zog die aus Meike Babel, Stefanie Meyer, Sandra Groschwitz, Stefanie Keim, Caroline Christian und Jeanine Christian bestehende Mannschaft als erste des Hessischen Tennisverbandes in die Damen-Bundesliga ein. In der Folgezeit spielten namhafte Spielerinnen wie Dominique Van Roost, Petra Winzenhöller, Andrea Glass, Laurence Courtois, Anke Roos, Nina Nittinger, Julia Abe und Kristina Brandi für den Verein. Unter Trainer Larry Cooper gelang 1995 der Einzug unter die letzten vier und dann 1997 mit der Deutschen Vizemeisterschaft der größte Erfolg der Vereinsgeschichte. Aus finanziellen Gründen erfolgte jedoch alsbald die Auflösung der Mannschaft.